# Plectocomiopsis geminiflora
Plectocomiopsis geminiflora är en enhjärtbladig växtart som först beskrevs av William Griffiths, och fick sitt nu gällande namn av Odoardo Beccari. Plectocomiopsis geminiflora ingår i släktet Plectocomiopsis och familjen Arecaceae. Inga underarter finns listade i Catalogue of Life.